# IC 4899
IC 4899 ist eine Spiralgalaxie vom Hubble-Typ Sab im Sternbild Pfau am Südsternhimmel. Sie ist schätzungsweise 178 Millionen Lichtjahre von der Milchstraße entfernt und hat einen Durchmesser von etwa 50.000 Lichtjahren. Sie gilt als Mitglied der zehn Galaxien zählenden NGC 6876-Gruppe (LGG 432).
Das Objekt wurde am 21. September 1900 von DeLisle Stewart entdeckt.